# Tabanus monoensis
Tabanus monoensis är en tvåvingeart som beskrevs av James Stewart Hine 1924. Tabanus monoensis ingår i släktet Tabanus och familjen bromsar. Inga underarter finns listade i Catalogue of Life.